# غيلن روس
غايلين روس (بالإنجليزية: Gaylen Ross)‏ من مواليد 15 أغسطس 1950 هي مخرجة وكاتبة ومنتجة وممثلة أمريكية. اشتهرت بلعب دور فرانسين باركر في فيلم الرعب ظهور الموتى عام 1978، كما اشتهرت بإخراج الفيلم الوثائقي قتل كازتنر لعام 2008.

## وصلات خارجية
- غيلن روس على موقع IMDb (الإنجليزية)
- غيلن روس على موقع ألو سيني (الفرنسية)
- غيلن روس على موقع أول موفي (الإنجليزية)
- غيلن روس على موقع قاعدة بيانات الفيلم (الإنجليزية)
- غيلن روس على موقع كينوبويسك (الروسية)